# ألف مارشال
ألف مارشال (بالإنجليزية: Alf Marshall)‏ (21 مايو 1933 بداجنهام في المملكة المتحدة - ) هو لاعب كرة قدم بريطاني في مركز الظهير. لعب مع كولتشستر يونايتد ونادي داغنهام ‏ وF.C. Clacton ‏.